# Furni Korseon
Furni Korseon (gr. Δήμος Φούρνων Κορσεών, Dimos Furnon Korseon) – gmina w Grecji, w administracji zdecentralizowanej Wyspy Egejskie, w regionie Wyspy Egejskie Północne, w jednostce regionalnej Ikaria. W jej skład wchodzi między innymi wyspa Furni. Siedzibą gminy jest Furni. W 2011 roku liczyła 1459 mieszkańców.